# Irani
Irani is een gemeente in de Braziliaanse deelstaat Santa Catarina. De gemeente telt 9.754 inwoners (schatting 2009).